# Trude Schiff-Löwenstein
Trude Schiff-Löwenstein, auch Trude Joan Schiff (geboren am 28. Mai 1907 in Köln; gestorben am 11. Juni 2003 in Israel), war eine deutsch-US-amerikanische Chirurgin. Nach der Machtergreifung der Nationalsozialisten wurde sie gezwungen, ihre Anstellung am Universitätsklinikum Frankfurt aufzugeben. Sie arbeitete ab 1933 im einzigen jüdischen Krankenhaus von Köln und leitete zeitweilig die chirurgische Abteilung. Kurz vor dem Ausbruch des Zweiten Weltkrieges gelang ihr die Emigration zunächst nach London, 1940 nach New York, wo sie bis zu ihrem Ruhestand als Ärztin an verschiedenen Krankenhäusern tätig war.

## Leben
Trude Löwenstein wurde als jüngste Tochter des aus Vendersheim stammenden jüdischen Kaufmanns Adolf Löwenstein und seiner Frau Johanna, geborene Mayer, geboren. Nach ihrem Schulabschluss im März 1926 an der Kölner Kaiserin-Augusta-Schule begann sie im Juli 1926 ein Studium der Medizin an den Universitäten in Bonn, Innsbruck, Wien und Köln. 1928 bestand sie in Köln das medizinische Vorexamen. Trude Löwenstein promovierte am 7. Juli 1931 in Köln mit dem Thema Die Qualitätsdiagnose der Lungentuberkulose mit Kongorot. Im Juli 1932 erhielt sie ihre Approbation.
Nach der Promotion ging sie nach Köln und arbeitete zunächst sechs Monate als Volontärin an der Uniklinik Lindenburg und anschließend bei Julius Strasburger an der Universitätsklinik Frankfurt. Nach der Machtergreifung der Nationalsozialisten musste Strasburger die jüdische Ärztin Ende April 1933 entlassen.
Sie ging an das Israelitische Asyl für Kranke und Altersschwache in Köln und arbeitete hier bis 1935 als Volontärsassistentin und anschließend bis zu ihrer Emigration nach Großbritannien im Juli 1939 als 1. Assistenzärztin, Oberärztin und zeitweilig als Leiterin der chirurgischen Abteilung der jüdischen Krankenhauses an der Ottostrasse. Am 25. Juni 1937 erhielt sie die Zulassung als Fachärztin für Chirurgie. Durch die IV. Verordnung des Reichsbürgergesetzes vom 25. Juli 1938 wurde Trude Löwenstein wie allen jüdischen Ärzten die Approbation entzogen. Im Oktober 1938 war sie die einzige Frau von 17 Ärzten in Köln, die als sogenannte Krankenbehandler für die ärztliche Versorgung der jüdischen Bevölkerung zugelassen waren. Im Israelitischen Krankenhaus war sie für die Ausbildung und Prüfung der Krankenschwestern zuständig. Ihr Kölner Mentor Alfred Roseno, der bereits 1936 in die Vereinigten Staaten emigriert war, riet Trude Löwenstein schriftlich eindringlich zum Verlassen Deutschlands und bot ihr Hilfe bei der Wiedereingliederung in den Arbeitsprozess in Amerika an.
Am 30. Juli 1938 beantragte sie beim amerikanischen Konsulat in Stuttgart ein Visum für die Vereinigten Staaten.
Am 21. September 1938 heiratete sie in Köln-Sülz den kaufmännischen Angestellten und Fotografen Hans Schiff. Mit einem temporären Visum emigrierte das Ehepaar am 8. Juli 1939 nach London, wohin bereits ihre Eltern geflüchtet waren. Während sie hier auf das Visum für die Vereinigten Staaten warteten, durfte Trude Schiff-Löwenstein nicht als Ärztin arbeiten und musste sich bei Verwandten verschulden, um ihren Lebensunterhalt zu sichern.
Im März 1940 erhielt das Ehepaar das Visum für die Vereinigten Staaten. Nach dem erfolgreichen Bestehen der Sprachprüfung im April 1940, der erneuten medizinischen Prüfung im September 1940 und Zulassung als Ärztin im Frühjahr 1941 eröffnete sie, weil sie keine Anstellung in einer Klinik bekommen konnte, eine Arztpraxis für Allgemeinmedizin in New York. Um den Lebensunterhalt für sich und ihre aus Deutschland emigrierten Verwandten sicherzustellen, verdiente sie zusätzlich Geld mit Krankenpflege und der Anfertigung von Exzerpten medizinischer Arbeiten. Ende 1945 wurde das Ehepaar Schiff eingebürgert. Dabei änderten beide ihre Vornamen: Trude fügte den Mittelnamen Joan zu, Hans Schiff wurde in den Vereinigten Staaten als Fotograf unter dem Namen John D. Schiff bekannt.
Nach dem Kriegsende arbeitete Trude Schiff bis ins hohe Alter als Ärztin, unter anderem am Beth David, Manhattan General und Mount Sinai Hospital. Trude Schiff war Mitglied der Rudolf Virchow Medical Society.

## Nachlass und Gedenken
Im Leo Baeck Institut in New York wird der umfangreiche Nachlass des Ehepaars Trude und Hans (John) Schiff aufbewahrt. Neben allen Zeugnis-Dokumenten aus der Kölner Zeit, den Arbeitszeugnissen aus dem Israelitischen Asyl sind mehrere Kartons mit Schriftstücken erhalten, die die langwierigen Bemühungen dokumentieren, 1938 aus Deutschland nach Amerika zu emigrieren. Darüber hinaus findet sich im Nachlass ein Großteil des Fotoarchivs Hans Schiffs mit zahlreichen Fotografien von Trude Löwenstein-Schiff.
Eine Abteilung der 1988 vom Kölner NS-Dokumentationszentrum konzipierten Ausstellung Jüdisches Schicksal in Köln 1918–1945 widmete sich Trude und Hans Schiff und zeigte zahlreiche Originaldokumente und Fotos aus ihrer Schaffenszeit in Köln und der Emigration in die Vereinigten Staaten.

## Werke von Trude Schiff-Löwenstein (Auswahl)
- Die Qualitätsdiagnose der Lungentuberkulose mit Kongorot
- Versuche über Phagocytose im menschlichen Sputum, hauptsächlich im tuberkulosen Auswurf
- Weitere Erfahrungen mit  der Trigemiusneuralgie mit Radiumemanation